# Anthurium splendidum
Anthurium splendidum är en kallaväxtart som beskrevs av William Bull och Émile Rodigas. Anthurium splendidum ingår i släktet Anthurium och familjen kallaväxter. Inga underarter finns listade.